# Marek Krajewski (socjolog)
Marek Krajewski (ur. 25 grudnia 1969 w Iławie) – polski socjolog.

## Życie i działalność naukowa
W 1994 roku ukończył studia na kierunku socjologia w Instytucie Socjologii UAM w Poznaniu broniąc pracę o niezależnej sztuce Polski lat 80. Doktoryzował się w 1997 roku przedkładając pracę na temat związków pomiędzy sztuką i polityką w czasach PRL-u. Habilitował się w 2004 roku na podstawie rozprawy Kultury kultury popularnej. Specjalizuje się w socjologii kultury i socjologii sztuki. W 2015 otrzymał tytuł profesora nauk społecznych. Jest pracownikiem naukowym w Instytucie Socjologii UAM w Poznaniu (Zakład Socjologii Wiedzy i Świadomości Społecznej).
Wraz z Jerzym Kaczmarkiem prowadzi od 2001 roku Pracownię Socjologii Wizualnej. Pracownia ta zajmuje się popularyzacją swojej dziedziny socjologii, realizuje filmy i prezentacje multimedialne, które analizują współczesne życie społeczne. Marek Krajewski był też kuratorem kilku wystaw a także dyrektorem projektu Galeria Zewnętrzna AMS (1998–2004), który miał na celu popularyzację sztuki publicznej oraz humanizację przestrzeni w miastach. Był też pomysłodawcą projektu „Niewidzialne miasto”, który postawił sobie za cel dokumentowanie oddolnych, kreatywnych działań podejmowanych przez mieszkańców dużych miast polskich (Poznań, Łódź).

## Wybrane publikacje
- Kultury kultury popularnej, Poznań, Wydaw. Naukowe UAM, 2003, 2005
- W stronę socjologii przedmiotów, Poznań, Wydawnictwo Naukowe Uniwersytetu im. Adama Mickiewicza, 2005
- Co widać?, Poznań, Wydawnictwo Naukowe Uniwersytetu im. Adama Mickiewicza, 2006
- POPamiętane, Gdańsk, Wydawnictwo Słowo/Obraz Terytoria, cop. 2006
- Prywatnie o publicznym, publicznie o prywatnym, Poznań, Wydawnictwo Naukowe Uniwersytetu im. Adama Mickiewicza, 2007
- Wizualność miasta. Wytwarzanie miejskiej ikonosfery, Poznań, Wydawnictwo Naukowe Uniwersytetu im. Adama Mickiewicza, 2007
- (red.) Wyobraźnia społeczna. Horyzonty, źródła, dynamika : uwarunkowania strategii dostosowawczych współczesnego społeczeństwa polskiego : studium socjologiczne, Poznań, Wydawnictwo Naukowe Uniwersytetu im. Adama Mickiewicza, 2008
- Kłopoliwe[!] obrazy, Poznań, Galeria Miejska "Arsenał", 2009
- Handmade. Praca rąk w postindustrialnej rzeczywistości, Warszawa, Fundacja Nowej Kultury Bęc Zmiana, 2010
- Badania wizualne w działaniu : antologia tekstów, Warszawa, Fundacja Nowej Kultury Bęc Zmiana, 2011